# Liste des cours d'eau du Cantal
Pour un article plus général, voir Réseau hydrographique du Cantal.

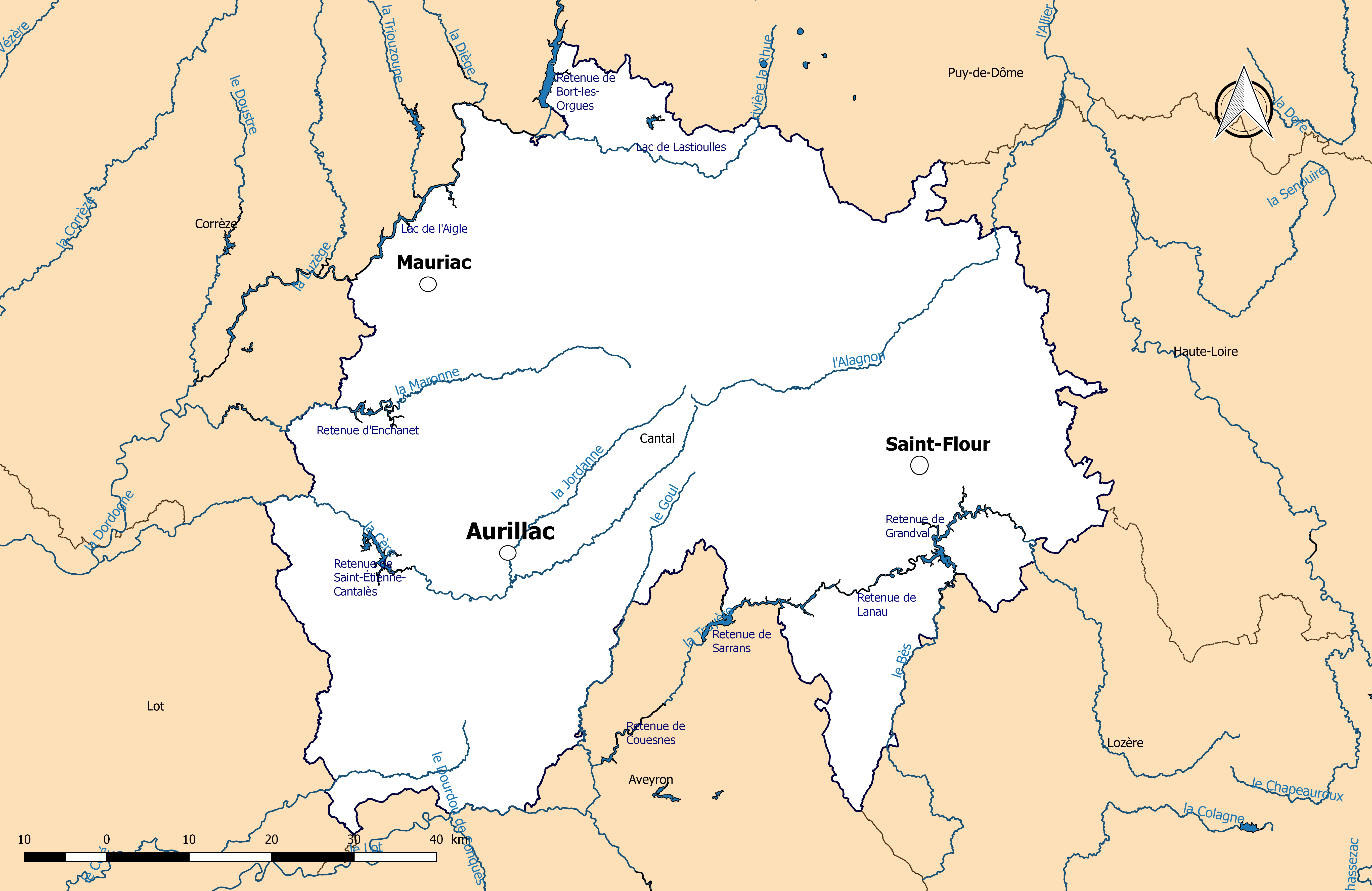
Carte des cours d'eau de longueur supérieure à 50 km et des principaux plans d'eau dans le département du Cantal.

La liste des cours d'eau du Cantal présente les principaux cours d'eau, de longueur supérieure à 10 km, traversant pour tout ou partie le territoire du département français du Cantal dans la région Auvergne-Rhône-Alpes.
Le réseau hydrographique est long d'environ 6 500 km et comprend 113 cours d'eau de longueur supérieure à 10 km, dont 10 mesurent plus de 50 km.
La liste des cours d'eau de longueur supérieure à 10 km est ordonnée selon leur origine naturelle (fleuve, rivières ou ruisseaux) ou artificielle (canaux). Pour chacun d'entre eux sont précisés : sa classe, sa longueur totale, le cours d'eau dans lequel il se jette (confluence), le bassin collecteur auquel il appartient, le nombre de départements et de communes traversés et le nom des communes qu'il irrigue dans le département du Cantal.

## Réseau hydrographique du Cantal

### Longueur totale
La base de données Carthage est le référentiel du réseau hydrographique français. Cette base est réalisée à partir de la couche hydrographie de la base de données Carto enrichie par le ministère chargé de l'environnement et les agences de l'eau avec le découpage du territoire en zones hydrographiques d'une part et la codification de ces zones et du réseau hydrographique d'autre part. De cette base, il ressort que le réseau hydrographique du Cantal comprend environ 6 500 kilomètres de cours d’eau, dont 25 kilomètres de cours d’eau domaniaux.

### Bassins

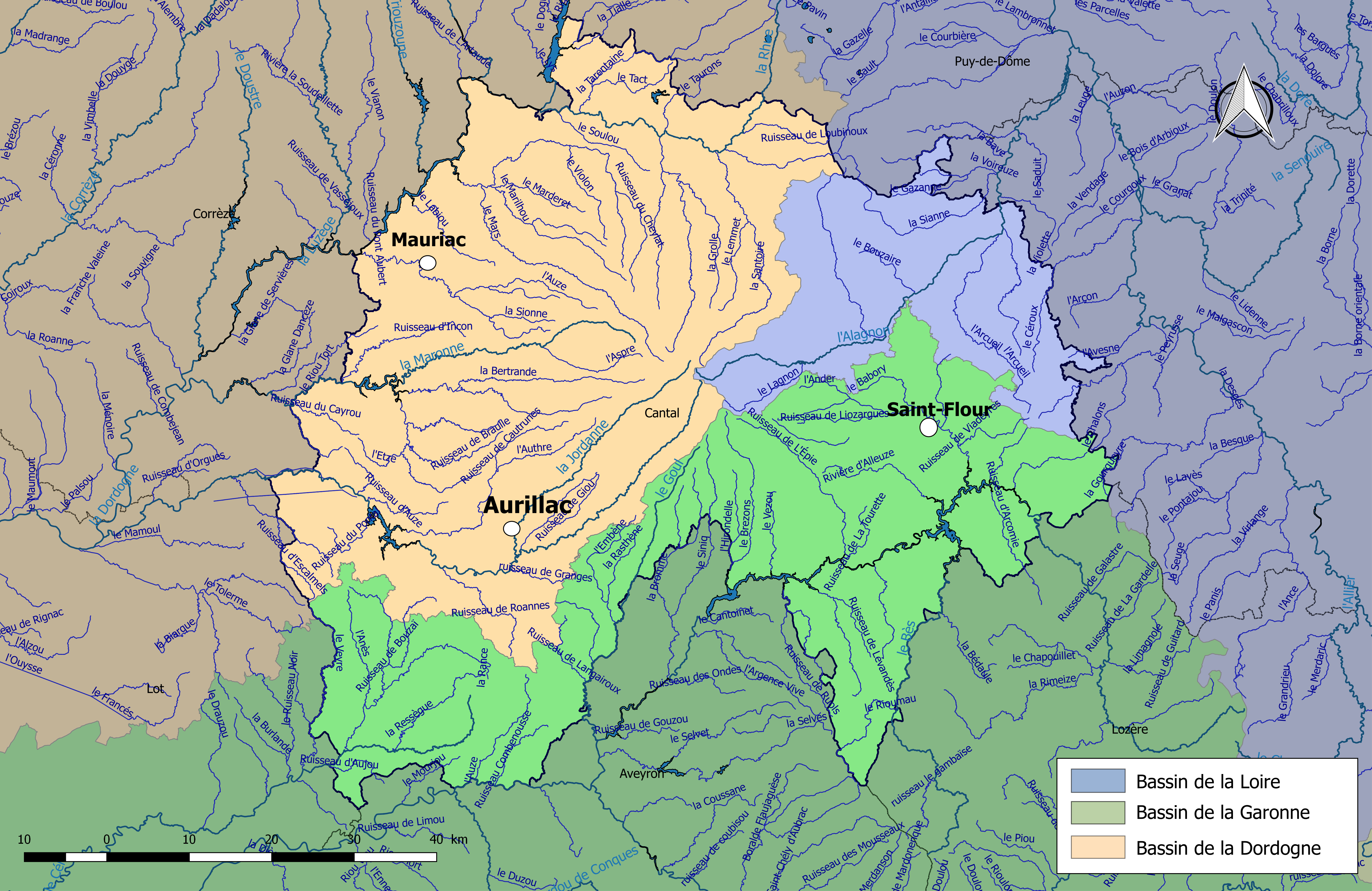
Découpage du département du Cantal en bassins hydrographiques et représentation des cours d'eau de longueur supérieure ou égale à 10 km.

Les cours d'eau du Cantal se répartissent en trois bassins versants : le bassin de la Loire, avec sous-bassin de l'Allier, le bassin de la Dordogne, et le bassin de la Garonne, avec le sous-bassin du Lot. Le territoire du département dépend de deux bassins administratifs : les bassins Loire-Bretagne (Loire) et Adour-Garonne (Dordogne et Lot).

#### Bassin de la Loire
Le bassin versant de l’Allier couvre dans sa totalité une superficie de 14 320 km2 et à peu près un cinquième de la superficie du département, formant un triangle irrégulier qui a pour sommet le Plomb du Cantal, et dont l'axe est dirigé vers le nord-est. Il comprend quatre sections depuis ses sources en Lozère, au Moure de la Gardille (altitude de 1 485 m), jusqu’à sa confluence avec la Loire au Bec d’Allier à proximité de Nevers (altitude de 170 m) : le Haut-Allier (de ses sources jusqu’à Vieille-Brioude) - le val d’Allier Brivadois (de Vieille-Brioude à Issoire) - la zone de transition (d’Issoire à Pont-du-Château) - l’Allier des plaines (de Pont-du-Château à sa confluence avec la Loire). L'Alagnon, qui prend sa source dans le Cantal se situe dans la section du Haut-Allier. Les eaux de ce bassin rejoignent l'Allier qui conflue ensuite avec la Loire et constitue ainsi un sous-bassin du bassin de la Loire.

#### Bassin de la Dordogne
Le bassin de la Dordogne, occupant une grande partie nord-ouest du département, est le plus important par l'espace qu'il occupe et le nombre de ses affluents dans le Cantal, notamment la Cère et la Maronne, qui constituent de grands réservoirs hydroélectriques. Le territoire du bassin de la Dordogne situé dans le département du Cantal, d'une superficie de 2 882,23 km2 appartient au sous-bassin de la Haute-Dordogne, lui-même d'une superficie de 6 179,01 km2 et couvrant cinq départements (le Puy-de-Dôme, le Cantal, la Creuse, la Corrèze et le Lot). Les cours d’eau principaux sont la Dordogne, le Chavanon, la Diège, la Luzège, le Doustre, la Rhue, la Sumène, l’Auze, la Maronne et la Cère . Le bassin de la Dordogne appartient lui-même au bassin Adour-Garonne.

#### Bassin de la Garonne
La Truyère et son affluent le Goul sont les deux principaux cours d'eau qui drainent le territoire du bassin du Lot dans le sud-est et le sud-ouest du département. Les eaux de ce bassin rejoignent la Garonne, formant ainsi un sous-bassin du bassin de la Garonne.

## Cours d'eau naturels

### Définition
Jusqu'en 2016, aucun texte législatif ne définissait la notion de cours d’eau. Ce n'est qu'avec la loi du 8 août 2016 pour la reconquête de la biodiversité, de la nature et des paysages que cette lacune est comblée. L'article 118 de cette loi insère un nouvel article L. 215-7-1 dans le code de l'environnement précisant que « constitue un cours d'eau un écoulement d'eaux courantes dans un lit naturel à l'origine, alimenté par une source et présentant un débit suffisant la majeure partie de l'année. L'écoulement peut ne pas être permanent compte tenu des conditions hydrologiques et géologiques locales. ». Ainsi les trois critères cumulatifs caractérisant un cours d'eau sont :
- la présence et la permanence d’un lit naturel à l’origine, ce qui distingue les cours d’eau (artificialisés ou non) des fossés et canaux creusés par la main de l’homme ;
- l’alimentation par une source ;
- la permanence d’un débit suffisant une majeure partie de l’année, critère qui doit être évalué en fonction des conditions climatiques et hydrologiques locales.

### Cours d'eau permanents de longueur supérieure ou égale à10km
Le réseau hydrographique du Cantal comprend 113 cours d'eau permanents de longueur supérieure à 10 km et dont le cours est en partie ou en totalité dans le département du Cantal.
Le référentiel national hiérarchise le réseau en 7 classes selon l'importance décroissante des cours d'eau. Le tableau ci-après regroupe tous les cours d'eau irriguant pour tout ou partie du département et appartenant à l'une des classes 1 à 4. Pour chacune de ces classes les caractéristiques des cours d'eau sont les suivantes : 
- 1 : longueur supérieure à 100 km ou tout cours d’eau se jetant dans une embouchure logique[Note 1] et d'une longueur supérieure à 25 km ;
- 2 : longueur comprise entre 50 et 100 km ou tout cours d’eau se jetant dans une embouchure logique et d’une longueur supérieure à 10 km ;
- 3 : longueur comprise entre 25 et 50 km ;
- 4 : longueur comprise entre 10 et 25 km.

| Nom du cours d'eau           | Classe | Longueur totale en km | Confluence           | Bassin collecteur | Départements irrigués      | Communes irriguées | Communes irriguées | Communes irriguées |
| Nom du cours d'eau           | Classe | Longueur totale en km | Confluence           | Bassin collecteur | Départements irrigués      | Nb total           | Nb ds le dép.      | Communes du département |
| ---------------------------- | ------ | --------------------- | -------------------- | ----------------- | -------------------------- | ------------------ | ------------------ | --- |
| Alagnon                      | 2      | 85,9                  | l'Allier             | la Loire          | 3 (15, 43, 63)             | 23                 | 13                 | Bonnac, Albepierre-Bredons, Neussargues en Pinatelle, La Chapelle-d'Alagnon, Ferrières-Saint-Mary, Joursac, Laveissière, Massiac, Molompize, Murat, Neussargues-Moissac, Peyrusse, Virargues.                                                                                              |
| Alagnonnette                 | 4      | 22,9                  | l'Alagnon            | la Loire          | 1 (15)                     | 4                  | 4                  | La Chapelle-Laurent, Lastic, Massiac, Saint-Poncy. |
| Allanche                     | 3      | 30,5                  | l'Alagnon            | la Loire          | 2 (15, 63)                 | 8                  | 7                  | Allanche, Neussargues en Pinatelle, Joursac, Marcenat, Neussargues-Moissac, Pradiers, Sainte-Anastasie. |
| Alleuze                      | 4      | 22,6                  | la Truyère           | la Garonne        | 1 (15)                     | 8                  | 8                  | Alleuze, Cussac, Val d'Arcomie, Neuvéglise, Paulhac, Sériers, Les Ternes, Villedieu. |
| Ander                        | 3      | 36,1                  | la Truyère           | la Garonne        | 1 (15)                     | 10                 | 10                 | Alleuze, Andelat, Anglards-de-Saint-Flour, La Chapelle-d'Alagnon, Laveissenet, Roffiac, Saint-Flour, Saint-Georges, Ussel, Valuéjols. |
| Anès                         | 4      | 17,1                  | la Rance             | la Garonne        | 1 (15)                     | 6                  | 6                  | Boisset, Parlan, Roumégoux, Rouziers, Saint-Étienne-de-Maurs, Saint-Julien-de-Toursac. |
| Arcomie                      | 4      | 19,6                  | la Truyère           | la Garonne        | 2 (15, 48)                 | 7                  | 5                  | Anglards-de-Saint-Flour, Val d'Arcomie, Val d'Arcomie, Val d'Arcomie, Val d'Arcomie. |
| Arcueil                      | 3      | 37,8                  | l'Alagnon            | la Loire          | 1 (15)                     | 8                  | 8                  | Bonnac, Ferrières-Saint-Mary, Lastic, Massiac, Montchamp, Rézentières, Saint-Mary-le-Plain, Vieillespesse. |
| Aspre                        | 4      | 14,7                  | la Maronne           | la Dordogne       | 1 (15)                     | 3                  | 3                  | Le Fau, Fontanges, Saint-Projet-de-Salers. |
| Aujou                        | 4      | 10,3                  | le Célé              | la Garonne        | 3 (12, 15, 46)             | 5                  | 3                  | Saint-Constant-Fournoulès, Saint-Santin-de-Maurs, Le Trioulou. |
| Authre                       | 3      | 42                    | la Dordogne          | la Dordogne       | 1 (15)                     | 10                 | 10                 | Crandelles, Jussac, Lacapelle-Viescamp, Laroquevieille, Lascelle, Marmanhac, Naucelles, Reilhac, Saint-Paul-des-Landes, Ytrac. |
| Auze                         | 4      | 18,3                  | le Lot               | la Garonne        | 1 (15)                     | 5                  | 5                  | Cassaniouze, Junhac, Labesserette, Lacapelle-del-Fraisse, Sénezergues. |
| Auze                         | 3      | 44,2                  | la Dordogne          | la Dordogne       | 2 (15, 19)                 | 12                 | 11                 | Ally, Anglards-de-Salers, Brageac, Chalvignac, Drugeac, Escorailles, Mauriac, Pleaux, Saint-Bonnet-de-Salers, Salins, Le Vigean. |
| Auze                         | 4      | 14,8                  | la Cère              | la Dordogne       | 1 (15)                     | 5                  | 5                  | Crandelles, Lacapelle-Viescamp, Saint-Étienne-Cantalès, Saint-Gérons, Saint-Paul-des-Landes. |
| Avesne                       | 4      | 12                    | l'Allier             | la Loire          | 2 (15, 43)                 | 5                  | 2                  | Chazelles, Rageade. |
| Babory                       | 4      | 11,6                  | l'Ander              | la Garonne        | 1 (15)                     | 6                  | 6                  | Andelat, Neussargues en Pinatelle, Coltines, Roffiac, Talizat, Ussel. |
| Bave                         | 4      | 22                    | l'Alagnon            | la Loire          | 3 (15, 43, 63)             | 6                  | 1                  | Leyvaux. |
| Ruisseau de la Bedaine       | 4      | 12,4                  | la Maronne           | la Dordogne       | 2 (15, 19)                 | 3                  | 2                  | Montvert, Rouffiac. |
| Bédaule                      | 4      | 16,2                  | le Bès               | la Garonne        | 2 (15, 48)                 | 5                  | 1                  | Anterrieux. |
| Bertrande                    | 3      | 40,8                  | l'Etze               | la Dordogne       | 1 (15)                     | 5                  | 5                  | Saint-Chamant, Saint-Cirgues-de-Malbert, Saint-Illide, Saint-Martin-Cantalès, Saint-Projet-de-Salers. |
| Bès                          | 2      | 66,7                  | la Truyère           | la Garonne        | 2 (15, 48)                 | 20                 | 6                  | Anterrieux, Val d'Arcomie, Fridefont, Maurines, Saint-Rémy-de-Chaudes-Aigues, Saint-Urcize. |
| Bonjon                       | 4      | 18,7                  | la Rhue              | la Dordogne       | 2 (15, 63)                 | 3                  | 2                  | Condat, Marcenat. |
| Ruisseau de Bouzaï           | 4      | 16,1                  | le Moulègre          | la Garonne        | 1 (15)                     | 3                  | 3                  | Boisset, Saint-Mamet-la-Salvetat, Vitrac. |
| Bouzaire                     | 4      | 11                    | l'Alagnon            | la Loire          | 1 (15)                     | 3                  | 3                  | Allanche, Ferrières-Saint-Mary, Peyrusse. |
| Ruisseau de Branugues        | 4      | 10,1                  | la Cère              | la Dordogne       | 1 (15)                     | 4                  | 4                  | Laroquebrou, Montvert, Nieudan, Saint-Santin-Cantalès. |
| Ruisseau de Braulle          | 4      | 20,1                  | l'Etze               | la Dordogne       | 1 (15)                     | 5                  | 5                  | Ayrens, Freix-Anglards, Jussac, Saint-Cernin, Saint-Victor. |
| Brezons                      | 3      | 28,5                  | la Truyère           | la Garonne        | 2 (12, 15)                 | 5                  | 4                  | Brezons, Paulhenc, Pierrefort, Saint-Martin-sous-Vigouroux. |
| Bromme                       | 3      | 30,3                  | la Truyère           | la Garonne        | 2 (12, 15)                 | 6                  | 1                  | Pailherols. |
| Ruisseau de Brouzelles       | 4      | 11,2                  | la Sionne            | la Dordogne       | 1 (15)                     | 4                  | 4                  | Drugeac, Saint-Bonnet-de-Salers, Saint-Martin-Valmeroux, Salers. |
| Ruisseau de Cautrunes        | 4      | 14,4                  | l'Authre             | la Dordogne       | 1 (15)                     | 5                  | 5                  | Girgols, Jussac, Laroquevieille, Marmanhac, Saint-Cernin. |
| Ruisseau du Cayrou           | 4      | 11,7                  | la Maronne           | la Dordogne       | 2 (15, 19)                 | 4                  | 3                  | Cros-de-Montvert, Rouffiac, Saint-Santin-Cantalès. |
| Célé                         | 1      | 104,4                 | le Lot               | la Garonne        | 2 (15, 46)                 | 26                 | 7                  | Calvinet, Cassaniouze, Saint-Constant-Fournoulès, Maurs, Mourjou, Saint-Constant-Fournoulès, Le Trioulou. |
| Cère                         | 1      | 120,4                 | la Dordogne          | la Dordogne       | 3 (15, 19, 46)             | 29                 | 19                 | Arpajon-sur-Cère, Giou-de-Mamou, Lacapelle-Viescamp, Laroquebrou, Montvert, Le Rouget-Pers, Polminhac, Roannes-Saint-Mary, Saint-Étienne-Cantalès, Saint-Gérons, Saint-Jacques-des-Blats, Saint-Mamet-la-Salvetat, Sansac-de-Marmiesse, Siran, Thiézac, Vézac, Vic-sur-Cère, Yolet, Ytrac. |
| Céroux                       | 3      | 33,5                  | l'Allier             | la Loire          | 2 (15, 43)                 | 9                  | 5                  | Celoux, La Chapelle-Laurent, Lastic, Rageade, Soulages. |
| Ruisseau du Cheylat          | 4      | 16,5                  | la Sumène            | la Dordogne       | 1 (15)                     | 4                  | 4                  | Collandres, Menet, Riom-ès-Montagnes, Valette. |
| Combenousse                  | 4      | 12,8                  | le Lot               | la Garonne        | 1 (15)                     | 4                  | 4                  | Cassaniouze, Junhac, Montsalvy, Vieillevie. |
| Cronce                       | 3      | 28,8                  | l'Allier             | la Loire          | 2 (15, 43)                 | 6                  | 2                  | Soulages, Védrines-Saint-Loup. |
| Doire                        | 3      | 25,8                  | la Bertrande         | la Dordogne       | 1 (15)                     | 7                  | 7                  | Girgols, Lascelle, Saint-Cernin, Saint-Cirgues-de-Malbert, Saint-Illide, Saint-Projet-de-Salers, Tournemire. |
| Dordogne                     | 1      | 483,1                 | Golfe de Gascogne    | la Dordogne       | 6 (15, 19, 24, 33, 46, 63) | 173                | 9                  | Arches, Beaulieu, Chalvignac, Champagnac, Lanobre, Madic, Pleaux, Saint-Pierre, Veyrières. |
| Ruisseau de l'Eau verte      | 4      | 21,2                  | la Tarentaine        | la Dordogne       | 2 (15, 63)                 | 5                  | 1                  | Champs-sur-Tarentaine-Marchal. |
| Embène                       | 4      | 16,6                  | la Rasthène          | la Garonne        | 1 (15)                     | 6                  | 6                  | Badailhac, Carlat, Labrousse, Polminhac, Saint-Étienne-de-Carlat, Vic-sur-Cère. |
| Ruisseau de l'Épie           | 3      | 27,6                  | la Truyère           | la Garonne        | 1 (15)                     | 6                  | 6                  | Brezons, Cézens, Cussac, Neuvéglise, Oradour, Paulhac. |
| Ruisseau d'Escalmels         | 4      | 24,7                  | la Cère              | la Dordogne       | 3 (15, 19, 46)             | 6                  | 2                  | Saint-Saury, Siran. |
| Etze                         | 3      | 21,6                  | la Maronne           | la Dordogne       | 1 (15)                     | 6                  | 6                  | Arnac, Nieudan, Saint-Illide, Saint-Martin-Cantalès, Saint-Santin-Cantalès, Saint-Victor. |
| Ruisseau des Fraux           | 4      | 11,1                  | Ruisseau de Latga    | la Garonne        | 1 (15)                     | 2                  | 2                  | Paulhac, Tanavelle. |
| Ruisseau de Frippès          | 4      | 10,4                  | l'Ander              | la Garonne        | 1 (15)                     | 3                  | 3                  | Paulhac, Ussel, Valuéjols. |
| Gazanne                      | 4      | 11                    | la Voireuze          | la Loire          | 2 (15, 43)                 | 3                  | 2                  | Laurie, Molèdes. |
| Ruisseau de Giou             | 4      | 10,8                  | Ruisseau de Mamou    | la Dordogne       | 1 (15)                     | 3                  | 3                  | Giou-de-Mamou, Polminhac, Yolet. |
| Goul                         | 2      | 52                    | la Truyère           | la Garonne        | 2 (12, 15)                 | 12                 | 9                  | Cros-de-Ronesque, Jou-sous-Monjou, Ladinhac, Lapeyrugue, Leucamp, Pailherols, Raulhac, Saint-Clément, Vezels-Roussy. |
| Gourgueyre                   | 4      | 16,3                  | la Desge             | la Loire          | 2 (15, 43)                 | 4                  | 1                  | Clavières. |
| Ruisseau de Granges          | 4      | 10,7                  | la Cère              | la Dordogne       | 1 (15)                     | 3                  | 3                  | Arpajon-sur-Cère, Labrousse, Vézac. |
| Grolle                       | 4      | 21,1                  | la Petite Rhue       | la Dordogne       | 1 (15)                     | 7                  | 7                  | Cheylade, Le Claux, Lugarde, Marchastel, Riom-ès-Montagnes, Saint-Amandin, Saint-Saturnin. |
| Hirondelle                   | 4      | 13                    | le Brezons           | la Garonne        | 2 (12, 15)                 | 4                  | 3                  | Malbo, Narnhac, Saint-Martin-sous-Vigouroux. |
| Ruisseau d'Incon             | 3      | 26,6                  | la Maronne           | la Dordogne       | 1 (15)                     | 4                  | 4                  | Ally, Barriac-les-Bosquets, Pleaux, Sainte-Eulalie. |
| Jordanne                     | 2      | 40,6                  | la Cère              | la Dordogne       | 1 (15)                     | 7                  | 7                  | Arpajon-sur-Cère, Aurillac, Lascelle, Mandailles-Saint-Julien, Saint-Cirgues-de-Jordanne, Saint-Simon, Velzic. |
| Labiou                       | 4      | 18,9                  | la Dordogne          | la Dordogne       | 1 (15)                     | 5                  | 5                  | Anglards-de-Salers, Arches, Chalvignac, Sourniac, Le Vigean. |
| Ruisseau de Lacapelle-Barrès | 4      | 12,6                  | la Bromme            | la Garonne        | 2 (12, 15)                 | 5                  | 3                  | Lacapelle-Barrès, Malbo, Pailherols. |
| Lagnon                       | 4      | 14,4                  | l'Alagnon            | la Loire          | 1 (15)                     | 2                  | 2                  | Albepierre-Bredons, Laveissenet. |
| Ruisseau de Langairoux       | 4      | 12,1                  | le Goul              | la Garonne        | 1 (15)                     | 4                  | 4                  | Ladinhac, Leucamp, Prunet, Teissières-lès-Bouliès. |
| Lebot                        | 4      | 22,7                  | la Truyère           | la Garonne        | 2 (12, 15)                 | 5                  | 3                  | Lieutadès, Sainte-Marie, La Trinitat. |
| Lemmet                       | 4      | 14                    | la Santoire          | la Dordogne       | 1 (15)                     | 3                  | 3                  | Dienne, Saint-Saturnin, Ségur-les-Villas. |
| Ruisseau de Lévandès         | 4      | 14,9                  | la Truyère           | la Garonne        | 1 (15)                     | 4                  | 4                  | Chaudes-Aigues, Espinasse, Jabrun, Lieutadès. |
| Ruisseau de Liozargues       | 4      | 12,8                  | l'Ander              | la Garonne        | 1 (15)                     | 3                  | 3                  | Roffiac, Tanavelle, Valuéjols. |
| Lot                          | 1      | 484,8                 | la Garonne           | la Garonne        | 5 (12, 15, 46, 47, 48)     | 131                | 2                  | Cassaniouze, Vieillevie. |
| Ruisseau de Loubinoux        | 4      | 13,9                  | la Rhue              | la Dordogne       | 2 (15, 63)                 | 6                  | 4                  | Chanterelle, Condat, Marcenat, Montgreleix. |
| Ruisseau de Mamou            | 4      | 15,3                  | la Cère              | la Dordogne       | 1 (15)                     | 5                  | 5                  | Arpajon-sur-Cère, Aurillac, Giou-de-Mamou, Polminhac, Saint-Simon. |
| Marderet                     | 4      | 14                    | le Marilhou          | la Dordogne       | 1 (15)                     | 5                  | 5                  | Auzers, Méallet, Le Monteil, Sauvat, Trizac. |
| Marilhou                     | 4      | 24,6                  | la Sumène            | la Dordogne       | 1 (15)                     | 8                  | 8                  | Auzers, Collandres, Méallet, Moussages, Saint-Vincent-de-Salers, Sauvat, Trizac, Le Vaulmier. |
| Maronne                      | 2      | 92,6                  | la Dordogne          | la Dordogne       | 2 (15, 19)                 | 20                 | 10                 | Arnac, Cros-de-Montvert, Fontanges, Pleaux, Rouffiac, Sainte-Eulalie, Saint-Martin-Cantalès, Saint-Martin-Valmeroux, Saint-Paul-de-Salers, Besse. |
| Mars                         | 3      | 40,6                  | la Sumène            | la Dordogne       | 1 (15)                     | 9                  | 9                  | Anglards-de-Salers, Bassignac, Le Falgoux, Jaleyrac, Méallet, Moussages, Saint-Vincent-de-Salers, Le Vaulmier, Le Vigean. |
| Ruisseau des Maurs           | 4      | 12,8                  | le Goul              | la Garonne        | 1 (15)                     | 4                  | 4                  | Labrousse, Leucamp, Teissières-lès-Bouliès, Vezels-Roussy. |
| Ruisseau du Meyrou           | 4      | 15,5                  | l'Etze               | la Dordogne       | 1 (15)                     | 6                  | 6                  | Ayrens, Crandelles, Saint-Paul-des-Landes, Saint-Santin-Cantalès, Saint-Victor, Teissières-de-Cornet. |
| Ruisseau de Mongon           | 4      | 10,6                  | la Truyère           | la Garonne        | 1 (15)                     | 4                  | 4                  | Anglards-de-Saint-Flour, Ruynes-en-Margeride, Saint-Georges, Vabres. |
| Monzola                      | 4      | 10,7                  | l'Auze               | la Dordogne       | 1 (15)                     | 3                  | 3                  | Anglards-de-Salers, Saint-Bonnet-de-Salers, Salins. |
| Moulègre                     | 4      | 20                    | la Rance             | la Garonne        | 1 (15)                     | 6                  | 6                  | Boisset, Cayrols, Leynhac, Roumégoux, Saint-Mamet-la-Salvetat, Le Rouget-Pers. |
| Mourjou                      | 4      | 12,1                  | le Lot               | la Garonne        | 2 (12, 15)                 | 5                  | 2                  | Cassaniouze, Mourjou. |
| Panouille                    | 4      | 12,8                  | la Tialle            | la Dordogne       | 2 (15, 63)                 | 5                  | 2                  | Beaulieu, Lanobre. |
| Petite Rhue                  | 3      | 36,9                  | la Rhue              | la Dordogne       | 1 (15)                     | 9                  | 9                  | Apchon, Cheylade, Le Claux, Marchastel, Riom-ès-Montagnes, Saint-Amandin, Saint-Étienne-de-Chomeil, Saint-Hippolyte, Trémouille. |
| Ruisseau du Pontal           | 4      | 13,3                  | la Cère              | la Dordogne       | 1 (15)                     | 5                  | 5                  | Glénat, Le Rouget-Pers, Saint-Étienne-Cantalès, Saint-Gérons, La Ségalassière. |
| Rance                        | 3      | 35,8                  | le Célé              | la Garonne        | 1 (15)                     | 8                  | 8                  | Boisset, Lacapelle-del-Fraisse, Leynhac, Marcolès, Maurs, Saint-Étienne-de-Maurs, Sansac-Veinazès, Vitrac. |
| Rasthène                     | 4      | 14,6                  | le Goul              | la Garonne        | 1 (15)                     | 5                  | 5                  | Badailhac, Carlat, Cros-de-Ronesque, Labrousse, Vezels-Roussy. |
| Remontalou                   | 4      | 15,4                  | la Truyère           | la Garonne        | 1 (15)                     | 3                  | 3                  | Chaudes-Aigues, Deux-Verges, Neuvéglise. |
| Ressègue                     | 4      | 22,4                  | le Célé              | la Garonne        | 1 (15)                     | 6                  | 6                  | Calvinet, Leynhac, Marcolès, Mourjou, Saint-Antoine, Saint-Constant-Fournoulès. |
| Ruisseau de la Ressègue      | 4      | 12,8                  | Ruisseau d'Escalmels | la Dordogne       | 2 (15, 46)                 | 4                  | 3                  | Glénat, Saint-Saury, Siran. |
| Rhue                         | 2      | 56,6                  | la Dordogne          | la Dordogne       | 3 (15, 19, 63)             | 13                 | 9                  | Antignac, Champs-sur-Tarentaine-Marchal, Chanterelle, Condat, Montboudif, Saint-Amandin, Saint-Étienne-de-Chomeil, Trémouille, Vebret. |
| Riou Tort                    | 4      | 12,8                  | la Maronne           | la Dordogne       | 2 (15, 19)                 | 2                  | 1                  | Pleaux. |
| Rioumau                      | 4      | 20,6                  | le Bès               | la Garonne        | 3 (12, 15, 48)             | 4                  | 1                  | Saint-Urcize. |
| Ruisseau de Roannes          | 4      | 20,1                  | la Cère              | la Dordogne       | 1 (15)                     | 5                  | 5                  | Lafeuillade-en-Vézie, Prunet, Roannes-Saint-Mary, Saint-Mamet-la-Salvetat, Sansac-de-Marmiesse. |
| Ruisseau de la Roche         | 4      | 13,8                  | la Truyère           | la Garonne        | 1 (15)                     | 4                  | 4                  | Chaliers, Clavières, Val d'Arcomie, Ruynes-en-Margeride. |
| Ruisseau de Ruols            | 4      | 17,8                  | le Lebot             | la Garonne        | 2 (12, 15)                 | 5                  | 1                  | La Trinitat. |
| Santoire                     | 3      | 41                    | la Rhue              | la Dordogne       | 1 (15)                     | 9                  | 9                  | Condat, Dienne, Lavigerie, Lugarde, Marcenat, Saint-Amandin, Saint-Bonnet-de-Condat, Saint-Saturnin, Ségur-les-Villas. |
| Sianne                       | 3      | 33,4                  | l'Alagnon            | la Loire          | 3 (15, 43, 63)             | 6                  | 4                  | Allanche, Auriac-l'Église, Molèdes, Vèze. |
| Siniq                        | 3      | 28,6                  | la Bromme            | la Garonne        | 2 (12, 15)                 | 5                  | 3                  | Malbo, Narnhac, Pailherols. |
| Sionne                       | 4      | 15,1                  | l'Auze               | la Dordogne       | 1 (15)                     | 5                  | 5                  | Ally, Drugeac, Saint-Bonnet-de-Salers, Salers, Le Vigean. |
| Soulane                      | 4      | 18,8                  | l'Etze               | la Dordogne       | 1 (15)                     | 4                  | 4                  | Freix-Anglards, Saint-Cernin, Saint-Illide, Saint-Victor. |
| Soulou                       | 4      | 14,7                  | la Rhue              | la Dordogne       | 2 (15, 19)                 | 5                  | 4                  | Antignac, Riom-ès-Montagnes, Saint-Étienne-de-Chomeil, Vebret. |
| Sumène                       | 3      | 47,1                  | la Dordogne          | la Dordogne       | 1 (15)                     | 16                 | 16                 | Antignac, Arches, Bassignac, Collandres, Jaleyrac, Méallet, Menet, La Monselie, Saignes, Saint-Étienne-de-Chomeil, Sauvat, Trizac, Valette, Vebret, Veyrières, Ydes. |
| Tact                         | 4      | 14                    | la Tarentaine        | la Dordogne       | 1 (15)                     | 2                  | 2                  | Champs-sur-Tarentaine-Marchal, Trémouille. |
| Ruisseau de Tailladès        | 4      | 16                    | Ruisseau de Lévandès | la Garonne        | 1 (15)                     | 4                  | 4                  | Jabrun, Lieutadès, Saint-Urcize, La Trinitat. |
| Tarentaine                   | 3      | 35,3                  | la Rhue              | la Dordogne       | 2 (15, 63)                 | 7                  | 2                  | Champs-sur-Tarentaine-Marchal, Lanobre. |
| Taurons                      | 4      | 13,7                  | la Rhue              | la Dordogne       | 2 (15, 63)                 | 2                  | 1                  | Trémouille. |
| Tialle                       | 4      | 21,8                  | la Dordogne          | la Dordogne       | 2 (15, 63)                 | 5                  | 2                  | Beaulieu, Lanobre. |
| Ruisseau de la Tourette      | 4      | 10,3                  | Ruisseau de l'Épie   | la Garonne        | 1 (15)                     | 2                  | 2                  | Neuvéglise, Oradour. |
| Truyère                      | 1      | 167,2                 | le Lot               | la Garonne        | 3 (12, 15, 48)             | 44                 | 16                 | Alleuze, Anglards-de-Saint-Flour, Chaliers, Chaudes-Aigues, Espinasse, Val d'Arcomie, Fridefont, Lavastrie, Lieutadès, Val d'Arcomie, Neuvéglise, Oradour, Paulhenc, Ruynes-en-Margeride, Sainte-Marie, Saint-Martial.                                                                     |
| Ruisseau de Varleix          | 4      | 11,4                  | le Marilhou          | la Dordogne       | 1 (15)                     | 2                  | 2                  | Auzers, Trizac. |
| Vendèze                      | 4      | 12,1                  | l'Ander              | la Garonne        | 1 (15)                     | 5                  | 5                  | Andelat, Coren, Rézentières, Saint-Flour, Talizat. |
| Véronne                      | 4      | 19,7                  | la Petite Rhue       | la Dordogne       | 1 (15)                     | 4                  | 4                  | Cheylade, Le Claux, Collandres, Riom-ès-Montagnes. |
| Veyre                        | 3      | 32,9                  | le Célé              | la Garonne        | 2 (15, 46)                 | 11                 | 4                  | Maurs, Parlan, Quézac, Saint-Julien-de-Toursac. |
| Vezou                        | 4      | 13,1                  | la Truyère           | la Garonne        | 1 (15)                     | 3                  | 3                  | Cézens, Paulhenc, Pierrefort. |
| Ruisseau de Viadeyres        | 4      | 13,2                  | l'Ander              | la Garonne        | 1 (15)                     | 3                  | 3                  | Saint-Georges, Vabres, Védrines-Saint-Loup. |
| Violette                     | 4      | 15,4                  | l'Alagnon            | la Loire          | 2 (15, 43)                 | 5                  | 1                  | La Chapelle-Laurent. |
| Violon                       | 4      | 15,2                  | la Sumène            | la Dordogne       | 1 (15)                     | 6                  | 6                  | Menet, La Monselie, Le Monteil, Trizac, Valette, Vebret. |
| Voireuze                     | 4      | 11,4                  | l'Alagnon            | la Loire          | 2 (15, 43)                 | 3                  | 1                  | Leyvaux. |

### Autres cours d'eau

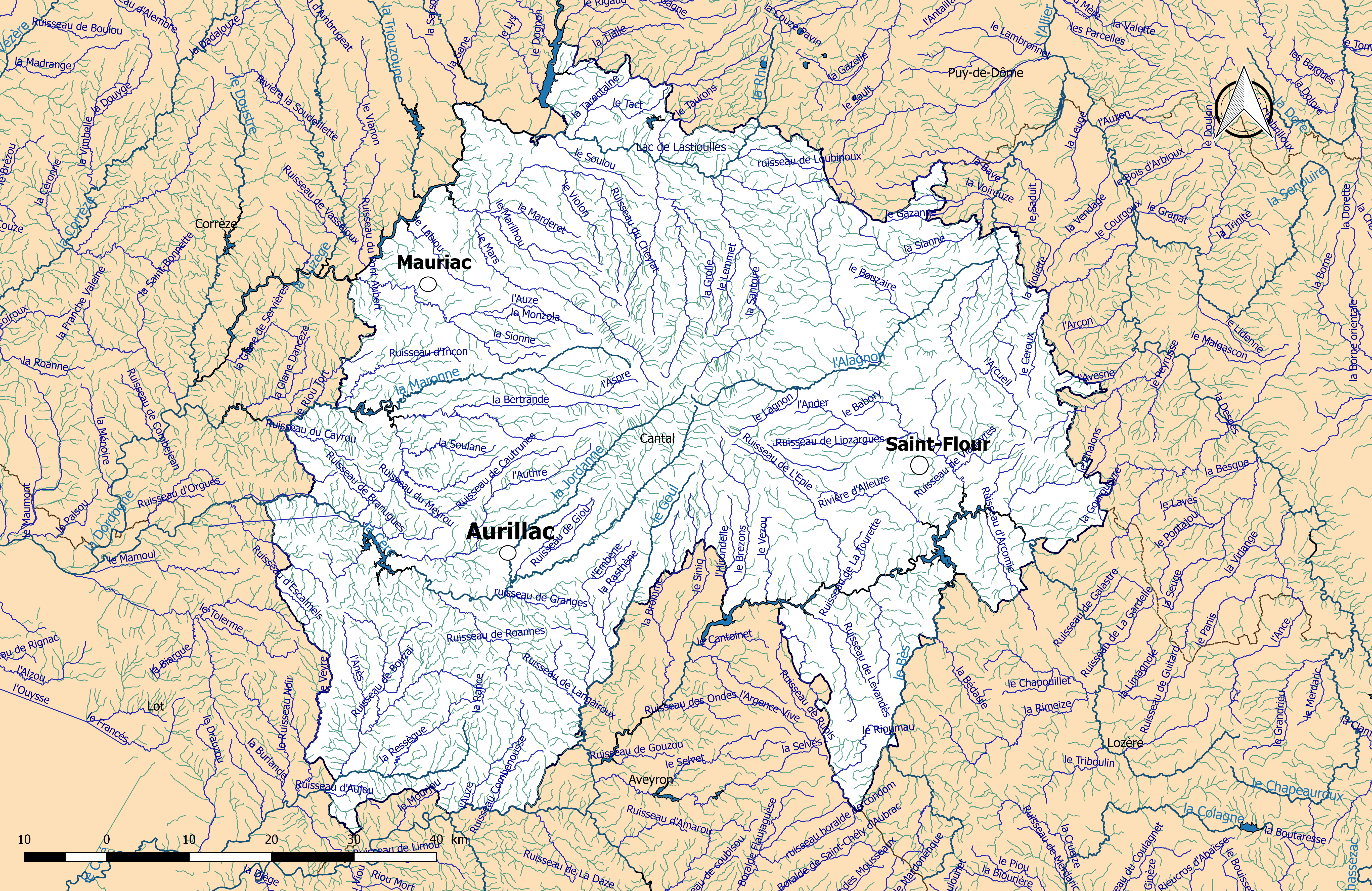
Carte de l'ensemble du réseau hydrographique du Cantal.

Plus de 2 140 cours d'eau sont recensés en 2014 dans le référentiel national BD Carthage sur le territoire départemental du Cantal, y compris les 113 de longueur supérieure à 10 km déjà listés ci-dessus.
En lien avec la loi pour la reconquête de la biodiversité, de la nature et des paysages, publiée au Journal officiel du 9 août 2016, définissant la notion de cours d’eau, une instruction du gouvernement du 3 juin 2015 demande aux services d’État de mettre en place une cartographie du réseau hydrographique dans chaque département, afin de permettre aux riverains concernés de distinguer facilement les cours d’eau des fossés, non soumis aux mêmes règles : une intervention sur un cours d’eau allant au-delà de l’entretien courant ne peut en effet se faire que dans le cadre d’une déclaration ou autorisation « loi sur l’eau ». Concernant le Cantal, cette cartographie interactive est disponible depuis novembre 2016.
Parmi les cours d'eau de moins de 10 km figurent les suivants.
| Nom du cours d'eau  | Classe | Longueur totale en km | Confluence     | Bassin collecteur | Départements irrigués | Communes irriguées | Communes irriguées | Communes irriguées              |
| Nom du cours d'eau  | Classe | Longueur totale en km | Confluence     | Bassin collecteur | Départements irrigués | Nb total           | Nb ds le dép.      | Communes du département         |
| ------------------- | ------ | --------------------- | -------------- | ----------------- | --------------------- | ------------------ | ------------------ | ------------------------------- |
| Petite Rhue d'Eybes | 5      | 7,7                   | la Petite Rhue | la Dordogne       | 1 (15)                | 2                  | 2                  | Cheylade, Le Claux              |
| Ribeyre             | 5      | 7,1                   | la Truyère     | la Garonne        | 1 (15)                | 3                  | 3                  | Chaliers, Lorcières, Loubaresse |

## Canaux
Aucun canal ne traverse le territoire du département.